# Карл I (император Австрии)
Карл I (Карл Франц Иосиф, нем. Karl I. Franz Josef, 17 августа 1887, Перзенбойг-Готсдорф, Нижняя Австрия — 1 апреля 1922, Фуншал, Мадейра, Португалия) — император Австро-Венгрии, король Чехии (как Карел III, чеш. Karel III.) и Венгрии (как Карой IV, венг. IV. Károly) с 21 ноября 1916 года по 12 ноября 1918 года.

## Наследник
Последний правитель династии Габсбург-Лотарингских, Карл принадлежал к её боковой ветви (Австрийских-д’Эсте): по прямой линии лишь его прапрадед Франц II был императором. Отцом Карла был эрцгерцог Отто (1865—1906), племянник императора Франца Иосифа I. В момент рождения Карл был пятым в очереди на престол, причём рождение новых наследников могло бы отдалить его от короны ещё сильнее. Однако Франц Иосиф пережил последовательно своего единственного сына Рудольфа (погиб в 1889 году, не оставив сыновей), своего брата эрцгерцога Карла Людвига (умер в 1896), младшего племянника Отто (умер в 1906 году от болезней, ставших следствием беспутной молодости) и, наконец, старшего племянника Франца Фердинанда (убит в 1914 году в Сараево), дети которого, рождённые от морганатического брака, не имели права на престол. После этого, одновременно с началом Первой мировой войны, 27-летний эрцгерцог Карл стал очередным наследником своего 84-летнего двоюродного деда (Карл I стал родоначальником Венгерской ветви, линии Австрийских-д’Эсте, в свою очередь являющейся ответвлением от рода Габсбург-Лотарингских).

## Правление
Кончина Франца Иосифа 21 ноября 1916 года возвела Карла I на престолы Австрии и Венгрии. К этому времени военное и внутриполитическое положение страны было крайне тяжёлым. Император Карл лично принял на себя командование войсками, стремясь заручиться поддержкой венгров, короновался в Будапеште в конце декабря 1916 года, несмотря на военное время. В 1917 году Карл тайно вступил в мирные переговоры с Третьей французской республикой. Он привлёк своего зятя, принца Сикста Бурбон-Пармского, офицера бельгийской армии, в качестве посредника. Однако союзники настаивали на признании Австрией итальянских притязаний на территорию, от чего Карл отказался, так что прогресса не было. Министр иностранных дел граф Чернин был заинтересован только в заключении всеобщего мира, в который вошла бы и Германия. Сам Карл пошёл гораздо дальше, заявив о своей готовности заключить сепаратный мир. Когда в апреле 1918 года просочились новости о данном предложении, Карл отрицал свою причастность, пока премьер-министр Франции Жорж Клемансо демонстративно не опубликовал подписанные им письма. Это привело к отставке Чернина, вынудив Австро-Венгрию передать Берлину полный контроль над своими вооружёнными силами, заводами и железными дорогами.
В последние месяцы войны Австро-Венгерскую империю сотрясали внутренние беспорядки, в стране сложилась тяжёлая ситуация с продовольствием, войска отказывались подчиняться приказам, а напряжённость между этническими группами росла. В рамках своих Четырнадцати пунктов президент США Вудро Вильсон потребовал, чтобы Империя допустила автономию и самоопределение своих народов. В ответ Карл согласился вновь созвать Имперский парламент и разрешить создание федерации, в которой каждая национальная группа осуществляла бы самоуправление. Однако этнические группы боролись за полную автономию как отдельные нации, поскольку теперь они были полны решимости стать независимыми от Вены как можно скорее.
Новый министр иностранных дел барон Иштван Буриан 14 октября потребовал перемирия на основании Четырнадцати пунктов, а два дня спустя Карл предпринял последнюю отчаянную попытку сохранить монархию и целостность Австро-Венгрии. Он издал прокламацию, радикально изменившую характер австрийского государства. Полякам была предоставлена полная независимость с целью присоединения к своим этническим братьям в России и Германии в том, что должно было стать Второй Польской Республикой. Остальные австрийские земли были преобразованы в федеральный союз, состоящий из четырех частей: немецкой, чешской, южнославянской и украинской. Каждой из четырех частей должен был управлять федеральный совет, а Триест должен был иметь особый статус. Однако через четыре дня госсекретарь США Роберт Лансинг ответил, что союзники поддерживают политическую независимость чехов, словаков и южных славян и что автономии внутри Империи уже недостаточно. Фактически, эмигрантский Чехословацкий национальный совет преобразовался в правительство и присоединился к союзникам 14 октября, а Южнославянский национальный совет 29 октября 1918 года провозгласил независимое южнославянское государство на территориях, занятых союзниками.

## Свержение
После распада Австро-Венгрии в ноябре 1918 года император объявил, что «отстраняется от управления государством» (подчёркивая, что это не является отречением от престола). Вечером 11 ноября он вместе с ближайшими родственниками и императорской свитой покинул город и направился во дворец Эккартсау в Мархфельде близ Вены, который в то время ещё принадлежал фонду императорской семьи и, следовательно, находился в частной собственности семьи Габсбургов. Национальное собрание Германской Австрии решило не только изгнать императорскую семью, но и конфисковать семейные фонды Габсбургов, но не доказанные частные активы отдельных её членов. 24 марта 1919 года в сопровождении британских офицеров австрийская императорская семья уехала в Швейцарию.

## Попытки реставрации в Венгрии

### Первая попытка переворота
26 марта 1921 года он сделал первую попытку вернуть венгерский престол мирным путём, получившую в историографии название Пасхального кризиса. Император инкогнито прибыл в Будапешт, располагая ненадёжными обещаниями Аристида Бриана, поддержкой которого Карл пытался заручиться (3 апреля Бриан публично открестился от какой либо связи с опальным монархом), надеясь на поддержку и воодушевление венгерских роялистов (легитимистов), в том числе и адмирала Миклоша Хорти. Однако из-за влияния Малой Антанты реставрация Габсбург-Лотарингских не была осуществлена.
Сам Хорти, хорошо понимавший политические реалии времени, фактически отказался поддержать Карла, поскольку Чехословакия и Королевство сербов, хорватов и словенцев могли ввести свои войска в страну в случае его выдвижения (28 марта 1921 года были даны официальные ноты Праги и Белграда, квалифицирующие возможную реставрацию как повод к войне). Позднее в своих мемуарах адмирал вспоминал, что пережил два тяжелейших часа в своей жизни, уговаривая решительно настроенного императора не делать опрометчивых поступков. Его позицию поддержал премьер-министр Венгрии граф Пал Телеки. Экстренно собравшийся парламент 1 апреля выразил своё доверие адмиралу Хорти. В ночь с 4 на 5 апреля Карл очень неохотно покинул Венгрию, выехав на поезде в Швейцарию, с глубочайшей антипатией к адмиралу, получив повод считать его предателем.

### Вторая попытка переворота
21 октября 1921 года Карл вылетел из Швейцарии на самолёте Junkers F.13, направляясь в Будапешт, однако совершил аварийную посадку в другом месте на поле, принадлежавшему легитимисту графа Йожефу Цираки в селе Денешфа. Группа солдат примкнула к Карлу, рассчитывая восстановить его в качестве законного правителя. Сомневающихся солдат уговаривали примкнуть к императору, утверждая, что в Будапеште грядёт очередное восстание коммунистов и только Карл сможет его подавить. За 2 дня Карл при наличии нескольких бронепоездов и большого отряда солдат сформировал альтернативное правительство, добрался почти до Будапешта и выдвинул ультиматум Хорти, который был отклонён адмиралом.
Хорти находился не в самой выгодной ситуации, поскольку Карлу нечего было терять, а страна была в долгах. Международная реакция пугала венгерское правительство больше — страны Антанты выражали несогласие с реставрацией, а правительства Чехословакии, Югославии и Румынии передали ноты с угрозами ввести войска на территорию Венгрии. Помощник Хорти генерал Гёмбеш предложил сыграть на этом страхе и национальном чувстве у солдат. В своей речи перед добровольцами Гёмбеш призвал их защищать свои позиции, иначе Венгрия рискует вернуться в подчинённое положение Габсбургов, и заявил, что Карл на самом деле командует разношёрстной бандой, состоящей из австрийских и чешских авантюристов. Это придало уверенности правительственным войскам. У станции Келенфельд случилось вооружённое столкновение, в ходе перестрелки погибло 5 солдат Карла и 14 солдат армии Венгрии. Несмотря на небольшие потери, Карл потерял доверие своих войск, которые ожидали, что переворот произойдёт бескровно. Одним из ударов стал переход генерала Хегедюша на сторону правительства Венгрии. За несколько дней армия Карла окончательно пала духом и разложилась морально, сам Карл, видя решительность Хорти, предпочел вступить в переговоры, кончившиеся полным разоружением его войск, арестом его самого и его беременной жены, и выдворением легитимистов в Бургенланд.

## Ссылка и смерть
6 ноября 1921 года венгерский парламент под давлением ультиматума Чехословакии юридически низложил Габсбург-Лотарингских, признав недействительной Прагматическую санкцию 1713 года, в силу которой венгерский престол занимал Габсбург-Лотарингский дом, на этом правление этой ветви в Венгрии официально закончилось (последнем анклаве Габсбург-Лотарингских). Решив предотвратить третью попытку восстановления, Совет союзных держав принял решение о его изгнании.
1 ноября 1921 года конвой под командованием британского лейтенанта Гилберта Робертса доставил Карла, императрицу Циту и небольшую свиту на канонерскую лодку «Глоуорм». Императорскую чету и дам разместили в каютах «Глоуорм», остальную свиту — на борту однотипной канонерской лодки «Ледибёрд». Из-за низкой воды на Дунае изгнанников доставили только до теснины Железные Ворота на румынской границе. Далее автомобильный кортеж с бывшим императором, сопровождаемый британскими моряками с канонерских лодок, проследовал до болгарской Варны, где изгнанники сели на крейсер «Кардифф». 19 ноября 1921 года Карл I был доставлен на остров Мадейра, определённый ему в качестве места ссылки.
Сначала Карл жил со своей семьёй в отеле «Виктория», пристройке к дворцу Рейда недалеко от Фуншала, но вскоре на него не хватило денег. После кражи его личных драгоценностей в качестве крайней меры семья переехала в Кинта-ду-Монте, особняк в Монте недалеко от Фуншала, который банковская семья Роча Мачадо предоставила в его распоряжение бесплатно. Климатические условия на горе были очень неблагоприятными, место отличалось сыростью и частыми туманами.
Здоровье Карла ухудшалось на протяжении зимы 1921—1922 гг. В марте 1922 года бывший император вследствие переохлаждения заболел воспалением лёгких и 1 апреля скончался, похоронен на Мадейре.

## Посмертная судьба
В 2004 году беатифицирован (причислен к лику блаженных) Католической церковью.

## Семья и потомки
Карл I был женат с 1911 года на принцессе Ците Бурбон-Пармской, дочери последнего пармского герцога Роберта I. Она надолго пережила мужа и умерла в 1989 году. Брак был многодетным: у них родилось пять сыновей и три дочери. Дети:
- Отто (1912—2011) — кронпринц Австро-Венгрии, эрцгерцог Австрийский, глава дома Габсбург-Лотарингских (1922—2011), член ХСС, депутат Европарламента, был женат на Регине Саксен-Мейнингенской, имел семь детей;
- Аделаида (1914—1971) — замужем не была, детей не имела;
- Роберт (1915—1996) — эрцгерцог Австрийский-Эсте, банкир, общественный деятель и публицист; был женат на Маргарите Савойской-Аоста, имел трех сыновей и двух дочерей;
- Феликс (1916—2011) — эрцгерцог Австрийский, был женат на Анне Евгенией Аренбергской, имел семь детей;
- Карл Людвиг (1918—2007) — эрцгерцог Австрийский, был женат на Иоланде де Линь, имел четверых детей;
- Рудольф (1919—2010) — эрцгерцог Австрийский, был дважды женат, имел пятерых детей от двух браков;
- Шарлотта (1921—1989) — была замужем за герцогом Георгом Мекленбургским, детей не имела;
- Елизавета (1922—1993) — была замужем за принцем Генрихом Лихтенштейнским, имела четырех сыновей и дочь.

Потомки Карла I, прожившего всего 35 лет, отличаются многодетностью и долголетием. Из пяти сыновей императора трое прожили более 90 лет, а старший скончался в возрасте 98 лет. У Карла I 13 внуков и 23 правнука только по прямой мужской линии, благодаря чему дом Габсбург-Лотарингских является одним из крупнейших по числу представителей династией в Европе, уступая только Бурбонам. 6 сентября 2011 года в возрасте 95 лет скончался последний из пяти сыновей Карла I, Феликс.
Младший сын императора Рудольф (1919—2010) женился на русской графине Ксении Чернышёвой-Безобразовой, а их старшая дочь в 1981 году стала женой князя Петра Голицына.

## Воинские звания
- австро-венгерский генерал-майор и контр-адмирал (14 июля 1915)
- австро-венгерский фельдмаршал-лейтенант и вице-адмирал (12 марта 1916)
- австро-венгерский генерал кавалерии и адмирал (1 августа 1916)
- австро-венгерский генерал-полковник и гросс-адмирал (1 ноября 1916)
- австро-венгерский фельдмаршал (21 ноября 1916)
- германский адмирал (30 ноября 1915)
- прусский генерал-фельдмаршал (12 февраля 1917)
- турецкий мушир (маршал) (21 мая 1918)